# Ngô Diên Sủng
Ngô Diên Sủng (tiếng Hàn: 오연총; Hanja: 吳延寵; Romaja: U Yeonchong; 1055 – 1116) là tướng lĩnh nhà Cao Ly trong lịch sử Triều Tiên. Diên Sủng là quân nhân, nhiều lần nắm giữ chức phó nguyên soái, dẫn dắt đô nguyên soái Doãn Quán (văn nhân), Thác Tuấn Kinh, Vương Tự Chi đánh bại quân Nữ Chân.

## Tiểu sử
Ngô Diên Sủng là con cháu của Hải Châu Ngô thị. Tổ tiên Ngô Nhân Dụ là người từ Trung Quốc di cư đến bán đảo Triều Tiên và làm quan thời Cao Ly Thành Tông.
Diên Sủng đỗ văn khoa. Năm 1096, thời Cao Ly Túc Tông, Ngô Diên Sủng được cử theo phái đoàn đi sứ nước Liêu mừng lễ Thiên An. Năm 1098, lần lượt thăng chức Khởi cư lang, Binh bộ lang trung.
Năm 1100, vua nhà Tống là Tống Huy Tông đăng cơ, Diên Sủng góp mặt trong sứ đoàn chúc mừng do thượng thư Vương Hỗ (tiếng Hàn: 왕하; Hanja: 王嘏; Romaja: Wang Ha) dẫn đầu. Sứ đoàn xin về được một bản sách Thái Bình ngự lãm. Nhờ công lao này mà Diên Sủng được thăng chức Trung thư xá nhân, không lâu sau rời triều giữ chức Toàn Châu mục sứ.
Năm 1104, Ngô Diên Sủng được triệu về triều giữ chức Tả thừa tuyên, Hình bộ lang trung, tri Ngự sử đài sự. Sau đó thăng chức Thượng thư tả thừa, Hàn lâm thị độc học sĩ.
Đầu thời Cao Ly Duệ Tông (1105 – 1122), Ngô Diên Sủng lần lượt giữ các chức Tri Xu mật viện sự, Ngự sử đại phu, Hàn lâm học sĩ thừa chỉ. Sau đó, Diên Sủng giữ chức Đông bắc diện binh mã sứ kiêm Hành doanh binh mã sứ, trở thành tướng lĩnh quan trọng trấn thủ phương bắc. Sau phong thêm Kiểm hiệu Tư không.
Năm 1107, Ngô Diên Sủng phong phó nguyên soái, dẫn dắt Đô nguyên soái Doãn Quán, Thác Tuấn Kinh, Vương Tự Chi tấn công Nữ Chân. Quân Cao Ly giành được thắng lợi, Diên Sủng sai Thác Tuấn Kinh dựng bia chiến thắng. Ngô Diên Sủng thăng chức Thượng thư tả bộc xạ, Tham tri chính sự.
Năm 1109, tộc Nữ Chân trở nên hùng mạnh, đẩy lùi quân Liêu, tấn công Cao Ly để đòi lại đất đai đã mất. Ngô Diên Sủng liên tục bại trận. Chính quyền Cao Ly sợ hãi, giam giữ Doãn Quán, cắt chức Ngô Diên Sủng.
Năm 1110, lần lượt gia phong Ngô Diên Sủng làm Tư không, Trung thư thị lang, Bình chương sự, lại phong Tư đồ, rồi Thái úy, giám tu quốc sử, Thượng trụ quốc,...
Năm 1116, Ngô Diên Sủng chết, thụy Văn Tương.